# Aptocyclus ventricosus
Aptocyclus ventricosus är en fiskart som först beskrevs av Pallas, 1769.  Aptocyclus ventricosus ingår i släktet Aptocyclus och familjen sjuryggsfiskar. Inga underarter finns listade i Catalogue of Life.